# Liste der Nummer-eins-Hits in Finnland (1975)
Dies ist eine Liste der Nummer-eins-Hits in Finnland im Jahr 1975. Sie basiert auf den offiziellen Single Top und den Album Top, die im Auftrag von Musiikkituottajat, der finnischen Landesgruppe der IFPI, erstellt werden.

## Singles
| | Liste der Nummer-eins-Hits in Finnland | Liste der Nummer-eins-Hits in Finnland | Liste der Nummer-eins-Hits in Finnland | 1976 →                    |
| \| Zeitraum \| Wo. ges. \| Interpret \| Titel Autor(en) \| Zusätzliche Informationen \| \| (Zeitraum, Wochen auf Platz eins, Interpret, Titel, Autor[en], zusätzliche Informationen) \| \| \| \| \| \| ----------------------------------------------------------------------------------------- \| -------- \| --------------------------- \| ------------------------------ \| ------------------------- \| \| November 1974 – Februar 1975 4 Monate \| 4 \| Juice Leskinen & Coitus Int \| Jyrki boy Måns Groundstroem \| – \| \| März 1975 – Mai 1975 3 Monate \| 3 \| Marion \| El Bimbo \| – \| \| Juni 1975 1 Monat \| 1 \| Juice Leskinen & Coitus Int \| Se oli jautaa \| – \| \| Juli 1975 – September 1975 3 Monate \| 3 \| Vicky Rosti \| Kun Chicago kuoli \| – \| \| Oktober 1975 1 Monat \| 1 \| George Baker Selection \| Paloma Blanca Johannes Bouwens \| – \| \| November 1975 – Januar 1976 3 Monate \| 3 \| Erkki Liikanen \| Evakkoreki \| – \| |                                        |                                        |                                        |                           |
| |                                        |                                        |                                        | → 1976 →                  |
| Zeitraum | Wo. ges.                               | Interpret                              | Titel Autor(en)                        | Zusätzliche Informationen |
| (Zeitraum, Wochen auf Platz eins, Interpret, Titel, Autor[en], zusätzliche Informationen) |                                        |                                        |                                        |                           |
| November 1974 – Februar 1975 4 Monate | 4                                      | Juice Leskinen & Coitus Int            | Jyrki boy Måns Groundstroem            | –                         |
| März 1975 – Mai 1975 3 Monate | 3                                      | Marion                                 | El Bimbo                               | –                         |
| Juni 1975 1 Monat | 1                                      | Juice Leskinen & Coitus Int            | Se oli jautaa                          | –                         |
| Juli 1975 – September 1975 3 Monate | 3                                      | Vicky Rosti                            | Kun Chicago kuoli                      | –                         |
| Oktober 1975 1 Monat | 1                                      | George Baker Selection                 | Paloma Blanca Johannes Bouwens         | –                         |
| November 1975 – Januar 1976 3 Monate | 3                                      | Erkki Liikanen                         | Evakkoreki                             | –                         |

## Alben
| | Liste der Nummer-eins-Hits in Finnland | Liste der Nummer-eins-Hits in Finnland | Liste der Nummer-eins-Hits in Finnland | 1976 →                    |
| \| Zeitraum \| Wo. ges. \| Interpret \| Titel \| Zusätzliche Informationen \| \| (Zeitraum, Wochen auf Platz eins, Interpret, Titel, zusätzliche Informationen) \| \| \| \| \| \| ------------------------------------------------------------------------------ \| -------- \| -------------------------- \| ----------------- \| ------------------------- \| \| Januar 1975 – Februar 1975 2 Monate \| 2 \| Hurriganes \| Roadrunner \| – \| \| März 1975 – April 1975 2 Monate \| 2 \| (Verschiedene Interpreten) \| Finnhits \| – \| \| Mai 1975 – Juli 1975 3 Monate \| 3 \| Marion \| El Bimbo \| – \| \| August 1975 1 Monat \| 1 \| Wigwam \| Nuclear Nightclub \| – \| \| September 1975 – Oktober 1975 2 Monate \| 2 \| (Verschiedene Interpreten) \| Finnhits 2 \| – \| \| November 1975 – Januar 1976 3 Monate \| 3 \| Hurriganes \| Crazy Days \| – \| |                                        |                                        |                                        |                           |
| |                                        |                                        |                                        | → 1976 →                  |
| Zeitraum | Wo. ges.                               | Interpret                              | Titel                                  | Zusätzliche Informationen |
| (Zeitraum, Wochen auf Platz eins, Interpret, Titel, zusätzliche Informationen) |                                        |                                        |                                        |                           |
| Januar 1975 – Februar 1975 2 Monate | 2                                      | Hurriganes                             | Roadrunner                             | –                         |
| März 1975 – April 1975 2 Monate | 2                                      | (Verschiedene Interpreten)             | Finnhits                               | –                         |
| Mai 1975 – Juli 1975 3 Monate | 3                                      | Marion                                 | El Bimbo                               | –                         |
| August 1975 1 Monat | 1                                      | Wigwam                                 | Nuclear Nightclub                      | –                         |
| September 1975 – Oktober 1975 2 Monate | 2                                      | (Verschiedene Interpreten)             | Finnhits 2                             | –                         |
| November 1975 – Januar 1976 3 Monate | 3                                      | Hurriganes                             | Crazy Days                             | –                         |

Siehe auch: Nummer-eins-Hits 1975 in  Australien, Belgien, Deutschland, Frankreich, Irland, Italien, Japan, Kanada, Neuseeland, den Niederlanden, Norwegen, Österreich, Schweden, der Schweiz, Spanien, den Vereinigten Staaten und im Vereinigten Königreich.